# Eisuke Yoshiyuki
Eisuke Yoshiyuki (吉行 エイスケ, Yoshiyuki Eisuke) (10 mai 1906, préfecture d'Okayama – 8 juillet 1940) est un écrivain japonais.
Son fils Junnosuke Yoshiyuki, est un auteur reconnu et sa fille Kazuko Yoshiyuki une actrice.